# Китс, Джон
Джон Китс  (англ. John Keats; 31 октября 1795, Лондон — 23 февраля 1821, Рим) — поэт младшего поколения английских романтиков. Величайшие произведения Китса были написаны, когда ему было 23 года (annus mirabilis). В последний год жизни из-за тяжёлой болезни практически отошёл от литературной деятельности. В 25 лет Китс умер в Риме, где и был похоронен.
В викторианскую эпоху Китс стал одним из самых популярных и хрестоматийных поэтов Великобритании. Особенно восхищались им прерафаэлиты.

## Биография
Джон Китс родился в семье содержателя платной конюшни (пункта по прокату лошадей). Он был первенцем у Томаса Китса (род. ок. 1775) и Фрэнсис Китс, урождённой Дженнингс (род. 1775). Затем последовали братья Джордж (1797—1841), Томас (1799—1818), Эдвард (1801—1802) и сестра Фрэнсис Мэри (Фанни, 1803—1889).
Отец Китса погиб в результате несчастного случая 16 апреля 1804 года. Всего через два месяца, 27 июня 1804 года, мать Китса Фрэнсис вступила в новый брак с Уильямом Роллингсом. Этот брак оказался неудачным, и дети поселились у родителей матери в Энфилде (к северу от Лондона). В августе 1803 года Джон поступил учиться в частную закрытую школу преподобного Джона Кларка (тоже в Энфилде).
В марте 1810 года от туберкулёза умерла мать Китса, и в июле опекунами осиротевших детей были назначены Джон Науленд Сэнделл и Ричард Эбби. В 1816 году после смерти Сэнделла единственным опекуном стал Ричард Эбби, чаеторговец по профессии.
Китс, лишившийся родителей на 15-м году жизни, был отправлен в Лондон для изучения медицины; он не мог позволить себе получить университетское образование и даже не имел возможности заняться классическими языками. Глубокое проникновение духом эллинизма пришло в поэзию Китса интуитивно, так как он мог читать греческих поэтов только в переводе. Вскоре Китс оставил занятия медициной в лондонских госпиталях и сосредоточился на литературе. Он увлекался творчеством Спенсера и Гомера и стал одним из членов небольшого кружка, в который входили критик Ли Хант, бывший неофициальным его руководителем, а также Уильям Хэзлит, Хорэс Смит, Корнелиус Уэбб и Джон Гамильтон Рейнольдс. Консервативные критики вскоре уничижительно окрестили кружок «Cockney school», то есть школа простонародных авторов. Шелли, несмотря на своё знатное происхождение, был тоже близок к этому кружку.
Стеснённые денежные обстоятельства сделали жизнь Китса в этот период крайне трудной; он от природы был человеком болезненным, и его организм был ослаблен под давлением нужды. Много душевных страданий причинила ему его любовь к Фанни Брон, с которой они были помолвлены, но так и не смогли пожениться из-за его затрудненного материального положения. В 1817 г. Китс издал первую книжку лирических стихов, а в следующем году — большую поэму «Endymion». Близкие друзья тотчас же оценили его высокое дарование и оригинальность, но журнальная критика с непонятным озлоблением напала на дебютирующего поэта, обвиняя его в бездарности, аффектации и отсылая его в «аптекарскую лавочку готовить пластыри». Особенной свирепостью в этой кампании против Китса отличились консервативные журналы «Quarterly Review» и «Blackwood»; статьи авторитетного в то время критика Джифорда были полны грубых насмешек, что не могло не ранить психику впечатлительного, темпераментного поэта.

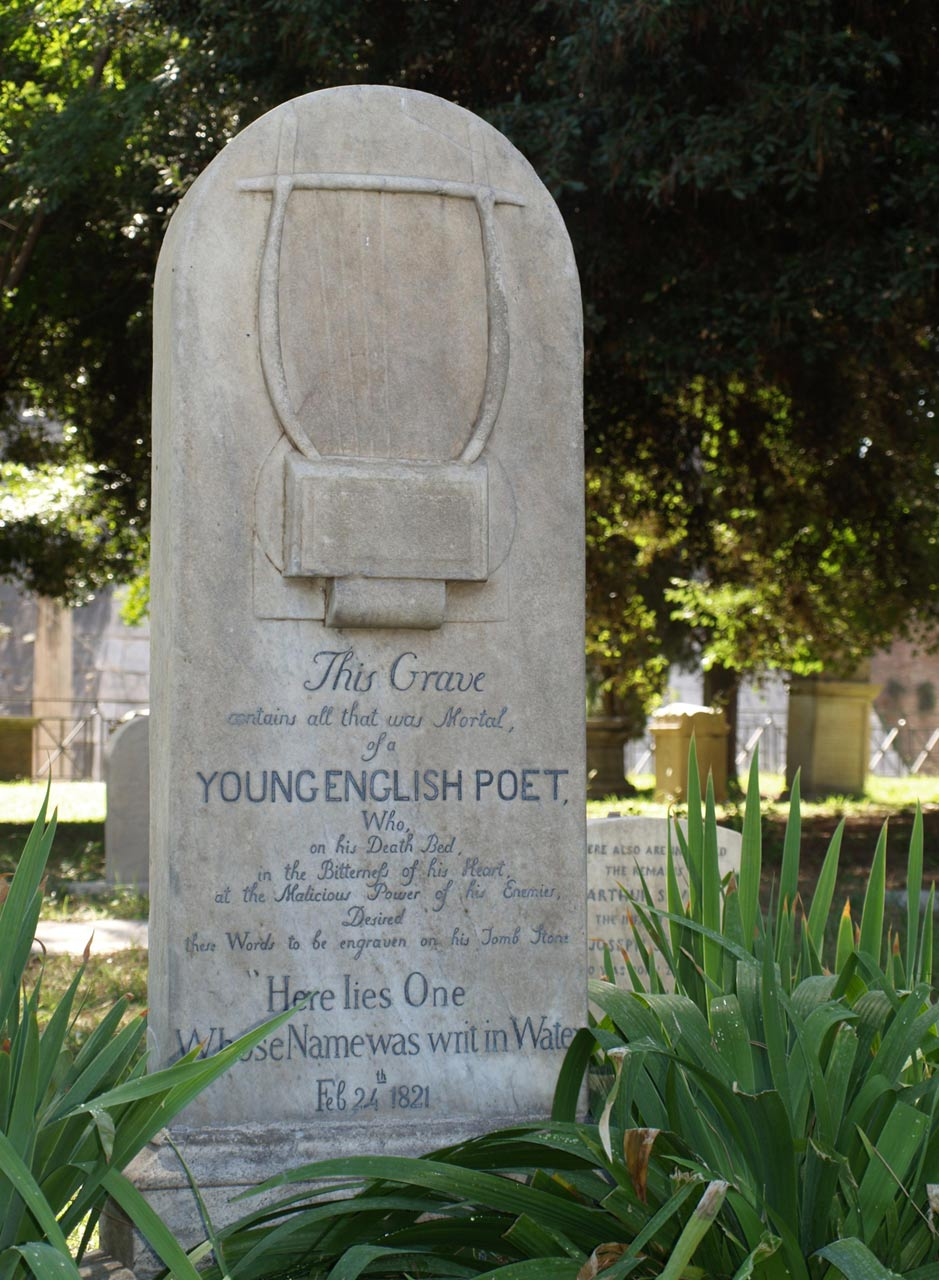
Надгробие Джона Китса на Римском протестантском кладбище

Существовавшее долгое время мнение, что жизнь поэта «угасла от журнальной статьи» («snuffed out by an article», по выражению Байрона), сильно преувеличено, но несомненно, что нравственные переживания, среди которых нападки критиков сыграли главную роль, ускорили развитие чахотки, которой страдали в его семье. В 1818 году Китса отправили на зиму в южный Уэльс, где он ненадолго поправился и много писал; однако болезнь скоро возобновилась с прежней силой, и он стал медленно угасать. Он сознавал это и отражал в своих одах и лирических стихотворениях меланхоличное настроение уходящей молодости и таинственную торжественность перехода от жизни к смерти. В 1820 г. Китс уехал, в сопровождении своего друга, художника Северна, в Италию, где ему суждено было провести последние месяцы своей жизни. Его письма и последние стихотворения исполнены благоговением перед природой и красотой. Незадолго до смерти поэта вышла третья книга его стихов, содержавшая наиболее зрелые его произведения («Гиперион», «Изабелла», «Канун святой Агнессы», «Ламия»). Она была очень тепло принята читателями, однако Китсу уже не суждено было об этом узнать: он скончался 23 февраля 1821 года, на 26-м году жизни.
Поэт был похоронен на Римском протестантском кладбище. На могильном камне вырезана написанная им самим эпитафия: «Здесь покоится тот, чьё имя было начертано на воде». («Here Lies One Whose Name was writ in Water»).

## Творчество
Поэзия Китса привнесла в английский романтизм новый для того времени элемент эллинизма, а также культ красоты и гармоничного наслаждения жизнью. Во всей своей силе эллинизм Китса сказался в двух его больших поэмах: «Эндимион» и «Гиперион», а также в стихотворении «Ода к греческой вазе».
В «Эндимионе», разрабатывающем миф о любви богини Луны к пастуху, Китс обнаружил неисчерпаемое богатство фантазии, переплетая между собой множество греческих легенд и присоединяя к ним более сложные, спиритуалистические поэтические построения. Замечательны в этом отношении гимн Пану, глубоко проникнутый пантеизмом (II песнь), и песнь индийской девушки (IV песнь), переходящая от воспевания грусти к буйному гимну в честь Вакха. Неудержимое влечение Эндимиона к неведомой богине, явившейся ему во сне, тоска и отчужденность от земных связей, временное увлечение земной красавицей, оказывающейся воплощением его бессмертной подруги, и конечное единение с последней — все это символизирует для поэта историю человеческой души, свято хранящей в себе образ вечной красоты и ищущей воплощение своего идеала на земле.
«Гиперион» — незаконченная поэма о торжестве олимпийских богов над предшествовавшим им поколением титанов, более строга по форме и полна глубокого трагизма. Речи побежденных титанов, в особенности пламенные воззвания непокорной Теи, воплощающей величие гибнущих титанов, напоминают наиболее вдохновенные эпизоды «Потерянного Рая» Мильтона. В «Оде к греческой вазе» Китс воспевает вечность красоты, как её видит художник. Во всех этих поэмах Китс отразил эстетическую теорию, навеянную духовной близостью с античным миром, и сформулировал её в следующем стихе: «Красота есть правда, правда — красота; это все, что человек знает на земле и что он должен знать». Наряду с эллинизмом, выражающимся в культе красоты, в его поэзии обнаруживается и элемент мистицизма: поэт видит в красоте природы символы иной, более высокой, вечной красоты. Все оды Китса («Ода к соловью», «К осени», «К меланхолии») носят спиритуалистический характер, что характерно также для его греческих поэм. Однако особенно сильно сказывается тревожное, слегка мистическое настроение поэта в его балладах, таких как «Канун святой Агнессы», «Изабелла» и другие. Здесь он разрабатывает мотивы народных поверий и окружает их поэтическим ореолом, покоряющим воображение читателя.
После смерти Китса значение его для английской поэзии преувеличивалось его поклонниками и оспаривалось его противниками; долгое время его творчество связывали с литературным кружком, из которого он вышел. Нападки на него делали те, кто метил в так называемую «Cockney-School» Ли Ханта. На самом деле он связан был с этой группой только личной дружбой. Критика следующих поколений, чуждая подобных предубеждений, осознала это и оценила гений Китса и достоинства его поэзии. Ныне ему отводится место в английской литературе наравне с Байроном и Шелли, хотя его стихи заметно отличаются от стихов последних по настроению и внутреннему содержанию. Если Байрон олицетворял «демонизм» в европейской поэзии, а Шелли был адептом пантеизма, то Китсу принадлежит создание глубоко-поэтического направления, где внимание поэта концентрируется на внутреннем мире человека. Последователями Китса стали, через 30 лет после его смерти, поэты и художники прерафаэлитской школы в лице Россетти, Морриса и других, чье творчество способствовало возрождению английской поэзии и изобразительного искусства.
В 1971 году, к 150-летию со дня смерти поэта, королевская почта Великобритании выпустила почтовую марку достоинством в 3 пенса.

## Киновоплощение
- Китсу посвящен художественный фильм «Яркая звезда» (англ. Bright Star, 2009, реж. Джейн Кэмпион) — совместное производство Великобритании, Австралии и Франции. В роли Китса — Бен (Бенджамин) Джон Уишоу (англ. Benjamin John Whishaw). Названием фильму послужил сонет Китса «Bright star, would I were steadfast as thou art». Фильм повествует о знакомстве и развитии отношений между Джоном Китсом и его музой, Фанни Браун.

## Культурные аллюзии
- Джон Китс является вдохновителем и действующим персонажем (в виде ИИ) цикла научно-фантастических произведений Дэна Симмонса «Песни Гипериона».